# نيل أوليفر
نيل أوليفر (بالإنجليزية: Neil Oliver)‏ (11 أبريل 1967 في المملكة المتحدة - ) هو لاعب كرة قدم بريطاني في مركز الدفاع. لعب مع بلاكبيرن روفرز ونادي فالكيرك وهاميلتون أكاديميكال ونادي كلايدبانك ‏.